# St. Severin (Mehlem)

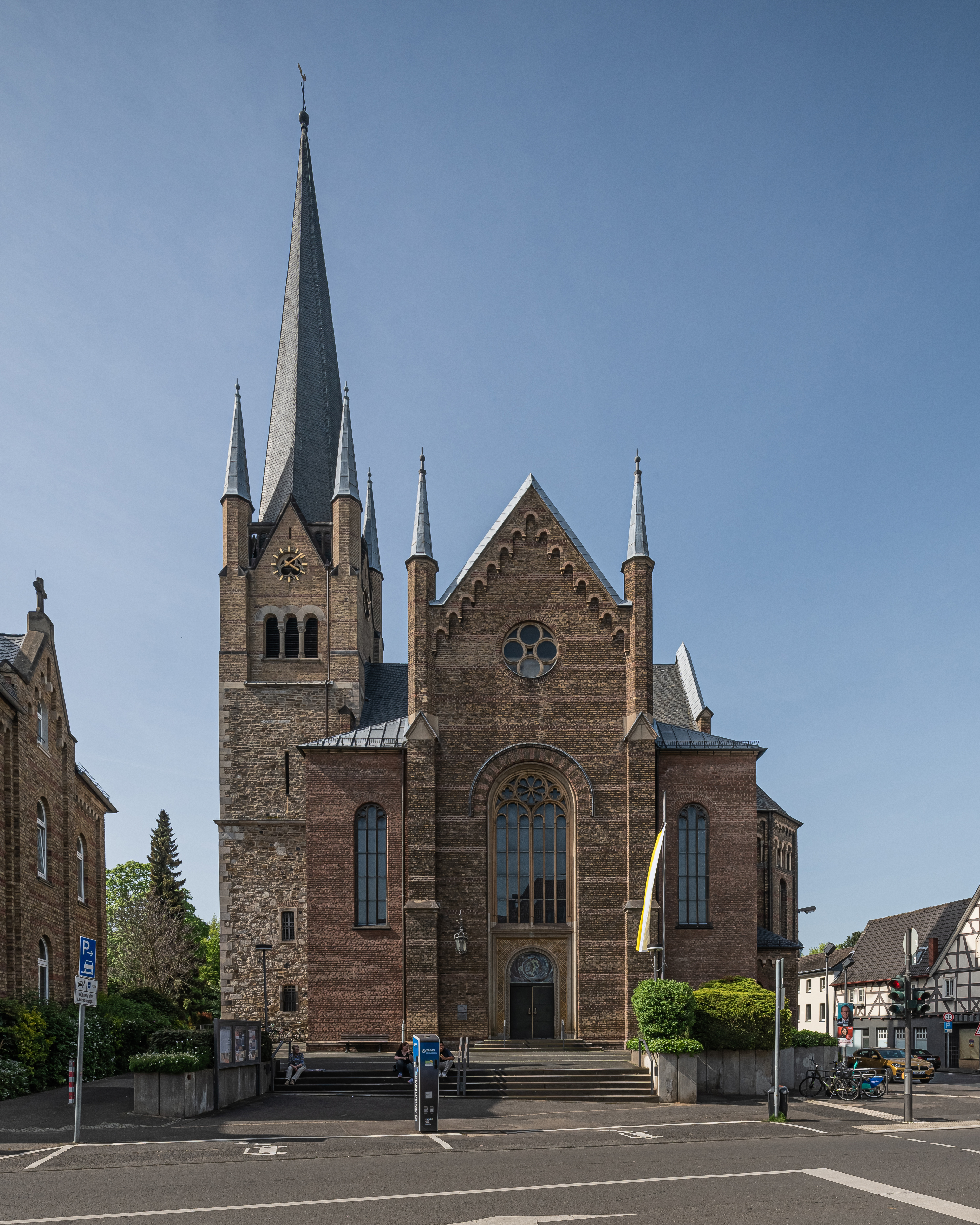
Kirche St. Severin in Bonn-Bad Godesberg-Mehlem

Die katholische Pfarrkirche St. Severin ist ein neuromanisches Kirchengebäude in Mehlem, einem Ortsteil des Bonner Stadtbezirks Bad Godesberg. Sie liegt an der Westseite der Mainzer Straße (Hausnummer 178). Die Kirche steht als Baudenkmal unter Denkmalschutz.

## Geschichte
Die erste schriftliche Erwähnung eines Vorgängerbaus in Mehlem stammt aus dem Jahr 1181. Dieses Kirchengebäude wurde während des Dreißigjährigen Krieges zerstört. Ein zweites Kirchengebäude am selben Standort brannte nach einem Blitzeinschlag am 19. Februar 1860 ab. Nur der Turm blieb stehen. Kreisbaumeister Paul Richard Thomann errichtete daraufhin bis 1863 ein neues Gotteshaus und erhöhte den alten Turm, so dass St. Severin heute den höchsten Kirchturm zwischen Koblenz und Bonn besitzt.
Anlässlich der Renovierung 1929 gestaltete Bernhard Gauer den Innenraum durch Ausmalungen neu. Erhalten sind eine Halbfigur des segnenden Christuskönigs und Apostelbilder in der Apsis.
Im Jahr 1968 wurde die Kirche wegen baulicher Mängel geschlossen und eine Renovierung eingeleitet. Dabei wurden Altar, Tabernakel und Madonna ins Seitenschiff gegenüber dem neu eingerichteten Südportal verlegt und statt der alten Gewölbe eine Holzdecke eingezogen.
Die Apsis wurde zum Nebenraum gemacht; Platz wurde durch Anbauten neben dem Südportal geschaffen.
Ab 1998 erfolgte eine weitere Renovierung. Der Kirchenraum wurde nun wieder ad orientem ausgerichtet und der Boden der Apsis samt Altar wurde angehoben. Tabernakel und Madonna fanden nun ihren Platz in den Seitenschiffen. Der Eingang zur Sakristei wurde verlegt. Eine neue Gewölbedecke aus Holz wurde eingebracht. Jochbögen, Gewölberippen, Schlusssteine und Kapitelle wurden mit neuen Ornamenten bemalt. Die Kirche erhielt auch eine neue Beleuchtungsanlage. Der Turmraum erhielt einen unmittelbaren Zugang zur alten Empore und zum Turmaufgang. Im Turmraum wurde auch das Taufbecken aufgestellt. Eine Abtrennung einzelner Räume der Kirche durch schmiedeeiserne Gitter erlaubte es, den Vor- und Andachtsraum der Kirche tagsüber geöffnet zu lassen.

### Zuordnung von Rolandswerth zur Pfarrei Mehlem
Rolandswerth, der nördlichste Stadtteil von Remagen, gehörte bereits im 17. Jahrhundert zur katholischen Pfarrei Mehlem. Doch nach der Besetzung des Rheinlands durch die Franzosen 1794 wurde das Erzbistum Köln 1801 durch Napoleon aufgelöst. Seine linksrheinischen Gebiete wurden dem neu gegründeten französischen Bistum Aachen zugeteilt, dessen Bischof Marc-Antoine Berdolet 1804 ein Dekret über die neue Begrenzung der Pfarreien seines Bistums erließ. Darin ordnete er Rolandswerth der Pfarrei Oberwinter zu.
Selbst als das Rheinland zehn Jahre später (1814) an Preußen ging, baten die Rolandswerther in zahlreichen Schreiben, wie schon zuvor erfolglos, um eine Rückführung der Gemeinde nach Mehlem. Erst 1847 übertrug der mittlerweile für Rolandswerth zuständige Bischof von Trier Wilhelm Arnoldi seine „Jurisdiction“ über die Gemeinde quasi auf dem kurzen Dienstweg auf das Erzbistum Köln, wodurch eine Wiedervereinigung mit Mehlem noch im selben Jahr vollzogen werden konnte. Die Pfarrei Oberwinter erhielt als Entschädigung eine Zahlung von 200 Talern sowie jährlich drei Taler für den dortigen Küster.

## Marienfenster
In den Jahren 2002/03 erhielt die Kirche ein neues farbiges Bleiglasfenster, das Marienfenster, über dem Hauptportal. Das halbkreisförmige Fenster wurde zum 25-jährigen Pontifikatsjubiläum von Johannes Paul II. geschaffen. Die am unteren Rand stehende Inschrift bezeugt dies: „25 Jahre Johannes Paul II. 2002–2003 Jahr des Rosenkranzes“. Das Jahr 2002/2003 wurde von Johannes Paul II. zum Rosenkranzjahr ausgerufen.
Am 16. Oktober 2003, dem Jahrestag der Wahl Johannes Pauls II. im Jahr 1978, wurde das Fenster eingesetzt und am Patronatsfest des hl. Severin, sowie dem Tag der Seligsprechung Mutter Teresas in Rom wurde es während eines feierlichen Hochamtes gesegnet. Die in Mehlem lebende Künstlerin Irene Rothweiler, eine Tochter des Aachener Architekten und Dombaumeisters Leo Hugot, entwarf das Fenster. Es wurde von der Glasmalerei Dr. Heinrich Oidtmann in Linnich gefertigt.
Das aus Antikglas hergestellte Fenster zeigt im Mittelkreis die Muttergottes Maria mit dem Jesuskind, die von drei stilisierten Blüten umrahmt werden. Dies ist ein Hinweis auf die Rosa Mystica der Lauretanischen Litanei. Ebenso stehen die drei Blüten für die drei göttlichen Tugenden Glaube, Hoffnung und Liebe. Die vier Perlenschnüre (blau, rot, gelb und weiß) stellen die vier Rosenkränze dar: den freudenreichen, den schmerzreichen, den glorreichen und den lichtreichen. Die Perlenschnüre bestehen aus Glasprismen.

## Orgel
Die Orgel in St. Severin wurde 1974 von der Orgelbaufirma Johannes Klais (Bonn) erbaut. Sie verfügt über 23 klingende Register, hat Schleifladen, mechanische Spiel- und Registertraktur und einen freistehenden Spieltisch. Während das 1. Manual den Normalumfang (C–g3) aufweist, verfügt das 2. Manual über eine Erweiterung von 7 Tönen nach unten (bis Kontra F). Neben Normalkoppeln, Handregister und zwei freien Kombinationen verfügt die Orgel über einen 5-fachen mechanischen Setzer.
| I Schwellwerk C–g3 |        |
| Rohrflöte          | 8′     |
| Gamba              | 8′     |
| Spitzflöte         | 4′     |
| Nasard             | 2 ⁄3′  |
| Prinzipal          | 2′     |
| Terz               | 1 3⁄5′ |
| Scharff IV         | 2⁄3′   |
| Rankett (Holz)     | 16′    |
| Dulcian            | 8′     |
| Tremulant          |        |

| II Hauptwerk F–g3 |       |
| Praestant         | 8′    |
| Holzgedackt       | 8′    |
| Principal         | 4′    |
| Koppelflöte       | 4′    |
| Octavin           | 2′    |
| Larigot           | 1 ⁄3′ |
| Mixtur IV         | 1 ⁄3′ |
| Trompete          | 8′    |

| Pedal C–f1      |       |
| Subbaß          | 16′   |
| Principal       | 8′    |
| Pommer          | 8′    |
| Holzoctave      | 4′    |
| Rauschpfeife IV | 2 ⁄3′ |
| Fagott          | 16′   |

## Glocken
Der kräftige Turm trägt ein Geläut aus vier Glocken. Mit den Zerstörungen des Dreißigjährigen Krieges gingen drei von vier Glocken verloren, die jeweils mehr als zwei Tonnen wogen.
Die heute älteste Glocke wurde im Jahre 1864 von Christian Claren zu Sieglar gegossen. Sie überdauerte die beiden Weltkriege. Nach den Verlusten des Ersten Weltkrieges kamen 1924 drei neue Glocken der Glockengießerei Junker & Edelbrock aus Brilon nach St. Severin. Diese mussten im Zweiten Weltkrieg wegen ihres geringen Wertes abgeliefert werden. Erst 1953 gab es einen Ersatz für die abgegebenen Glocken: Der Bochumer Verein goss drei Glocken aus Gussstahl in Abstimmung auf die noch übriggebliebene Claren-Glocke.
| Nr. | Name        | Gussjahr | Gießer           | Material      | Durchmesser (mm) | Masse (kg) | Schlagton (HT-1/16) | Inschrift                                   |
| 1   | Maria       | 1953     | Bochumer Verein  | Gussstahl     | 1600             | 1530       | cis1 +5             | + NOS CUM PROLE PIA BENEDICAT VIRGO MARIA + |
| 2   | Severinus   | 1953     | Bochumer Verein  | Gussstahl     | 1350             | 969        | e1 +5               | + SANCTE SEVERINE + TUERE NOS +             |
| 3   | Barbara     | 1864     | Christian Claren | Glockenbronze | 1078             | 850        | fis1 +9             | HEILIGE BARBARA BITT FUER UNS               |
| 4   | Sebastianus | 1953     | Bochumer Verein  | Gussstahl     | 1045             | 432        | gis1 +5             | + SANCTE SEBASTIANE + INTERCEDE PRO NOBIS + |